# Kimon Georgiev
 (juillet 2019).
Si vous disposez d'ouvrages ou d'articles de référence ou si vous connaissez des sites web de qualité traitant du thème abordé ici, merci de compléter l'article en donnant les références utiles à sa vérifiabilité et en les liant à la section « Notes et références ».
Pour les articles homonymes, voir Georgiev.
Kimon Georgiev Stoyanov (en Кимон Георгиев Стоянов) né le 11 août 1882 à Pazardjik et mort le 28 septembre 1969 à Sofia, est un militaire et homme d’État bulgare. Président du Conseil des ministres du 19 mai 1934 au 22 janvier 1935 puis du 9 septembre 1944 au 15 septembre 1946 sous la monarchie, il conserve son poste quelques mois jusqu'au 23 novembre 1946, après l'avènement de la république populaire.

## Un militaire
Né le 11 août 1882 à Pazardjik, Kimon Georgiev achève ses études en 1902 à l’École militaire de Sofia. Capitaine lors des guerres balkaniques en 1912-1913, il devient commandant pendant la Première Guerre mondiale où, en 1916, il est grièvement blessé.
En 1918, l’armistice est signé, sanctionnant une nouvelle défaite bulgare. Deux ans plus tard, Georgiev quitte l’armée avec le grade de lieutenant-colonel et décide de se consacrer à la ligue militaire qu’il vient de créer l’année précédente.

## Ses débuts en politique
En 1920, Alexandre Stambolijski instaure en Bulgarie une dictature paysanne provoquant le mécontentement de la bourgeoisie. En 1922, Georgiev rejoint le « Bloc constitutionnel », principal groupe de l’opposition mené par Alexandre Tsankov. Tous ensemble, ils préparent un coup d'État afin de renverser le gouvernement, avec le soutien de la police et de l’armée.
Le coup d'État, sanglant, est une véritable réussite et Alexandre Tsankov devient président du Conseil. Kimon Georgiev est dès lors élu député à l'Assemblée nationale jusqu'en 1931. Il occupe par la suite, dans le premier gouvernement d'Andreï Liaptchev du 4 janvier 1926 au 3 mars 1928, le poste de ministre des Chemins de Fer, Postes et Télégraphes.

## Son parti politique le «Zveno» et l’instauration de la dictature
En 1927, Georgiev crée avec le colonel Damian Velchev le « Zveno » (« le Maillon »), un parti politique dont le but est de lutter contre la corruption se trouvant dans « le système politique ». Cette organisation qui rassemble essentiellement des militaires, prend le pouvoir le 19 mai 1934 à la suite d’un coup d'État. Kimon Georgiev devient alors président du Conseil, et occupe quelques postes ministériels tels que le ministère de la Guerre (le 19 mai 1934), les Affaires étrangères (du 19 mai 1934 au 23 mai 1934) et la Justice (du 23 mai 1934 au 22 janvier 1935).
Sa première décision est de suspendre la constitution, de dissoudre l’Assemblée nationale, d’interdire tous les partis et d'établir la censure. Instaurant une véritable dictature, Georgiev déclare alors l’armée seule institution indemne de la corruption. Le nouveau gouvernement installe comme dans de nombreux pays européens, un régime corporatiste caractéristique de l'entre-deux-guerres, à la différence que Georgiev désire sortir son pays de l'isolement diplomatique et se rapprocher des démocraties occidentales. Il établit même les premières relations diplomatiques entre la Bulgarie et l’URSS en juillet 1934.

## Une chute aboutissant à la monarchie absolue
Sa réforme de l’administration d'État constitue un réel succès économique. Georgiev se lance alors dans son grand projet qui est d'établir une république. Ne cachant pas ses idées, il prévoit l'adoption d'une nouvelle constitution abolissant la monarchie. Boris III, se sentant menacé, prend les devants et le 22 janvier 1935, chasse les « républicains » en provoquant une insurrection.
Reprenant les bases du régime autoritaire qu'a installé Georgiev, le tsar vient, en plus de sauver la royauté, de restaurer le pouvoir suprême, devenant ainsi un monarque absolu.

## Un militant antifasciste, un retour au pouvoir
En 1940, Georgiev se fait remarquer pour son opposition à l'entrée de la Bulgarie au côté de l'Axe. Il fera partie du Front de la patrie regroupant tous les opposants à la collaboration de la Bulgarie avec l'Axe.
En 1944, le « Zveno » rejoint les sociaux-démocrates, les radicaux, les agrariens, les communistes et les intellectuels indépendants dans le « Front patriotique ». Ce rassemblement antifasciste prépare activement la résistance.
Le 9 septembre 1944, alors que les troupes soviétiques entrent dans le pays, un nouveau coup d'État éclate et Kimon Georgiev se retrouve de nouveau président du Conseil. Un armistice est rapidement signé avec l'Union soviétique et la Bulgarie rejoint les Alliés. La constitution et les droits politiques sont restaurés et le conseil de régence du jeune tsar Siméon II (Boris III étant mort le 28 août 1943), est renouvelé. Le 28 octobre 1944, l’armistice est signé avec le Royaume-Uni et les États-Unis.
De 1944 à 1945, de nombreuses purges ont lieu dans les milieux de l'enseignement, judiciaire, politique et militaire entraînant l'exécution de plus de 16 000 personnes, fusillées sans procès.
Le 18 novembre 1945, Georgiev constitue, à la suite de législatives truquées, un nouveau gouvernement entièrement communiste et le 8 septembre 1946, l'Assemblée nationale organise un référendum, devant sceller le sort de la monarchie. Officiellement, plus de 4 500 000 voix se prononcent en faveur de la république contre 175 000 pour la monarchie. Le 15 septembre, la république populaire de Bulgarie est proclamée.

## Un «héros» communiste
Du 25 septembre au 23 novembre 1946, Georgiev est ministre temporaire de la Guerre avec le grade de colonel-général. Le 23 novembre, il laisse son poste de Premier ministre à un communiste, Georgi Dimitrov. Élu constamment député de 1945 à 1965, il retrouve le portefeuille des Affaires étrangères le 23 novembre 1946, avant d'être nommé ministre du Développement et des Travaux publics le 11 décembre 1947 puis seulement ministre du Développement du 5 février 1951 au 16 mars 1959.
Membre du présidium de l'Assemblée nationale à partir de 1962, héros du travail, Kimon Georgiev meurt le 28 septembre 1969 à Sofia. Il est inhumé deux jours plus tard au cimetière central de la capitale avec tous les honneurs d'État.